# 巴黎贝尔西-勃艮第-奥弗涅地区站
巴黎贝尔西-勃艮第-奥弗涅地区站，即巴黎贝尔西站，于2016年9月13日改为现名，是法国首都巴黎市区的七个国铁列车始发站之一。

## 位置
巴黎贝尔西-勃艮第-奥弗涅地区站位于法国首都巴黎市区的东南部，巴黎十二区（Paris 12ème Arrondissement）境内，位于塞纳河右岸，与巴黎里昂站相邻，地铁6号线和14号线可以到达。巴黎贝尔西站是巴黎的七大火车站之一，因靠近贝尔西街区（Bercy）主要连接法国勃艮第(Bourgogne)，奥弗涅(Auvergne)两个大区而得名。

## 车站历史
巴黎贝尔西-勃艮第-奥弗涅地区站是巴黎七大火车站中最小的一个，年旅客发送量为300万。该站也是七大车站中使用年代最新的一个，建于1977年，最初仅办理汽车托运业务。这里也是Ouibus公司（法国国铁SNCF下辖的廉价巴士公司）的始发车站。2002年，该站开始开行由巴黎前往意大利方向的夜班车，2008年12月14日，由于原有的巴黎里昂站列车数量爆棚，该站的近郊列车（TER）和少量城际普通列车改由巴黎贝尔西站始发。2011年12月，由巴黎前往克莱蒙费朗方向的城际列车也改由该站始发，同时原有的前往意大利方向的夜班火车则改回巴黎里昂站。

## 车站设施
巴黎贝尔西-勃艮第-奥弗涅地区站是一个尽头式的火车站，开口朝西北方向。受地形影响，站台、站房及前面的小广场比相邻的贝尔西大道（Boulevard de Bercy）要高出大约6米，有露天电梯和残疾人电梯与地面相连。
相比于其他的六个火车站，巴黎贝尔西站的设施非常简陋，其候车厅面积不超过1000平方米，也没有配套的大型餐饮或购物中心。
巴黎贝尔西-勃艮第-奥弗涅地区站也是巴黎市区内唯一的办理汽车托运业务的车站，主要目的地为法国南部地中海沿岸城市，部分线路仅季节性运营。

## 站台设置
|        |  |  |  | ↑（东北）（可步行前往巴黎-里昂火车站） |  |  |  |   |  |
| 显示屏 |  |  |  |                                        |  |  |  |   |  |
|        |  |  |  | P道（Voie P）                                |  |  |  | → |  |
|        |  |  |  | 站台                                   |  |  |  |   |  |
|        |  |  |  | R道（Voie R）                                |  |  |  | → |  |
|        |  |  |  |                                        |  |  |  |   |  |
|        |  |  |  | S道（Voie S）                                |  |  |  | → |  |
|        |  |  |  | 站台                                   |  |  |  |   |  |
|        |  |  |  | T道（Voie T）                                |  |  |  | → |  |
|        |  |  |  |                                        |  |  |  |   |  |
|        |  |  |  | U道（Voie U）                                |  |  |  | → |  |
|        |  |  |  | 站台                                   |  |  |  |   |  |
|        |  |  |  | V道（Voie V）                                |  |  |  | → |  |
|        |  |  |  | ↓西南                                  |  |  |  |   |  |

## 停靠线路

巴黎各大火车站的列车服务覆盖范围，浅绿色为巴黎贝尔西站的覆盖范围（2012年）

以下列车线路在巴黎贝尔西-勃艮第-奥弗涅地区站停靠：
| 巴黎贝尔西-勃艮第-奥弗涅地区站列车线路表 |                |          |                 |              |
| 线路                                     | 车种           | 上一站   | 下一站          | 大致运行频率 |
| 巴黎贝尔西—克莱蒙费朗                    | INTERCITÉS     | （起点） | 讷韦尔          | 每天4~7趟    |
| 巴黎贝尔西—讷韦尔                        | INTERCITÉS     | （起点） | 讷穆尔/蒙塔日   | 每天2~6趟    |
| 巴黎贝尔西—里昂佩拉什                    | INTERCITÉS eco | （起点） | 博讷            | 每天1趟      |
| 巴黎贝尔西—里昂帕丢/里昂佩拉什           | TER            | （起点） | 桑斯            | 每天6趟左右  |
| 巴黎贝尔西—第戎                          | TER            | （起点） | 桑斯            | 每天1~2趟    |
| 巴黎—欧塞尔                              | TER            | （起点） | 桑斯            | 每天5趟左右  |
| 巴黎—克拉姆西/阿瓦隆                     | TER            | （起点） | 桑斯            | 每天6趟左右  |
| 巴黎—拉罗什-米仁讷                       | TER            | （起点） | 居亚尔新城/桑斯 | 每天3趟左右  |
| 1. 2.                                    |                |          |                 |              |

## 配套交通

### 长途客运线路
巴黎贝尔西-勃艮第-奥弗涅地区站对应的长途车站位于车站西南侧大约400米处，该车站也是法国廉价长途客运公司Ouibus的中心始发车站，以及欧洲跨国巴士公司Flixbus在巴黎市区内最大的中转枢纽。
| 停靠巴黎贝尔西站的大巴车            |          |                                                                              |
| 上下车地点                          | 运营单位 | 主要线路及目的地                                                             |
| 巴黎贝尔西站门口                    | SNCF     | （当铁路线施工或发生故障时，SNCF或RATP可能会提供途径该线路沿途站点的大巴车） |
| 巴黎贝尔西站西南侧 （贝尔西河滨路） | Flixbus  | （可直达或通过联程中转的方式，前往法国及欧洲249个目的地）                    |
| 巴黎贝尔西站西南侧 （贝尔西河滨路） | Ouibus   | （可直达或通过联程中转的方式，前往法国及欧洲203个目的地）                    |
| 1.                                  |          |                                                                              |

### 地铁
巴黎贝尔西站的地下有相应的地铁站，方便乘客乘坐地铁6和14号线前往巴黎市区各处。
| 巴黎贝尔西站附近的地铁线路 |                               |                                                               |
| 地铁车站名称               | 位置                          | 停靠线路                                                      |
| 贝尔西                     | 巴黎贝尔西站前方 （地下车站） | 民族（） ↔ 夏尔·戴高乐-星星（Charles de Gaulle - Etoile） 圣拉扎尔（Saint-Lazare） ↔ 奥林匹亚德（Olympiades） |

### 城市公共交通
| 巴黎贝尔西站附近的市内公共交通线路 |                                 | |
| 公交车站名称                       | 位置                            | 停靠线路 |
| 贝尔西火车站                       | 巴黎贝尔西站北侧 （贝尔西大街） | 24 奥斯特利茨火车站（Gare d'Austerlitz） ↔ 迈松阿尔福兽医学校站（École vétérinaire de Maisons-Alfort） 87 战神广场（Champ de Mars） ↔ 勒伊门（Porte de Reuilly） 里昂火车站（Gare de Lyon） ↔ 快铁布瓦西圣莱热站（Boissy-St-Léger RER） 里昂火车站（Gare de Lyon） ↔ 快铁诺让-勒佩勒站（Nogent le Perreux RER） |
| 1.                                 |                                 | |

## 临近车站
| 巴黎贝尔西-勃艮第-奥弗涅地区站（Gare de Paris-Bercy-Bourgogne-Pays d'Auvergne） |                |                                 |
| 上行车站                                                                        | 线路           | 下行车站                        |
| （起点）                                                                        | 巴黎－马赛铁路 | 迈松阿尔福-阿尔福维尔站 → 5.4km |
| 1.                                                                              |                |                                 |